# Rover 200er-Serie
Rover 200er-Serie ist die Sammelbezeichnung für drei Fahrzeugmodelle, die zwischen Herbst 1984 und Mitte 2005 vom damaligen britischen Automobilhersteller Rover produziert wurden. Die bis Sommer 1995 gefertigten Fahrzeuge gehörten zur Kompaktklasse, spätere Automobile wurden den Kleinwagen zugeordnet. Zuletzt verwendete der Hersteller die Bezeichnung Rover 25.

## 200er (Typ XH, 1984–1989)
Die Geburtsstunde der 200er-Reihe war 1984. Die erste Serie entstand unter dem Entwicklungscode XH bzw. SD3. 
Entwickelt wurde dieser Wagen ursprünglich von Honda als Honda Civic Stufenheck. Dieses Fahrzeug sollte die zuvor schon erfolgreich gebaute Serie Triumph Acclaim (oder Honda Ballade) ersetzen, die sich von Herbst 1981 bis Sommer 1984 als Triumph rund 280.000-mal verkauft hatte. Dieses Modell und die Planung für seinen Nachfolger, dem ersten Rover-Modell 200, waren noch unter dem großen Dachverband British Leyland, unter dem sich – mit Ausnahme von Rolls-Royce und Bentley, Aston Martin und weniger anderer – fast die gesamte Autowelt Großbritanniens versammelt hatte, geplant und entwickelt worden. 
Da British Leyland im Laufe der Zeit immer schwächer und weniger konkurrenzfähig geworden war, hatte man mit Honda im Jahr 1978 einen Kooperationsvertrag abgeschlossen, der später mit einer 20-prozentiger Überkreuz-Beteiligung an dem gemeinsamen Joint-Venture ausgebaut wurde. Damit ermöglichte Honda es den im automobilen Oberhaus agierenden Engländern, weitere Marktsegmente unterhalb des klassischen Rover-Segments zu erschließen, die unter British Leyland bis dahin mehr schlecht als recht von Austin und Morris abgedeckt worden waren.
Hatte man bisher nur den großen Rover SD1 im Programm gehabt, der mit diversen Motorisierungen ab zwei Liter aufwärts den Markt für Oberklasse- und Geschäftswagen repräsentierte, so kam mit dem Rover 200er, der als 213 und 216 debütierte, weiteres Kundenpotential hinzu. Dies wurde dadurch ermöglicht, dass Triumph ersatzlos vom Markt zurückgezogen wurde. Das neue Fahrzeug war eine ca. 4,2 Meter lange Limousine mit vier Türen in klassischer Stufenheck-Auslegung. Die Motorisierung konnte man der Typbezeichnung entnehmen, die genau wie bei BMW als erstes die Baureihe nennt und danach die Motorisierung. Ein Rover 216 war demnach ein Modell der 200er Reihe mit 1,6 Liter Hubraum. Die Autos wurden als 213 mit einer 1,3-Liter-Honda-Maschine mit 71 PS und elektronischem Vergaser verkauft. Die 1,6-Liter-Maschine hatte 63 kW (85 PS) mit elektronischem Vergaser und mit Saugrohreinspritzung 77 kW (105 PS). Die 1,6-Liter-Maschinen waren englische Motoren der S-Serie.
Bei der Innenausstattung hatten die Engländer etwas mehr Einfluss als beim Vormodell. Nase und Heck unterschieden sich auch mehr als bei dem Acclaim von seinem Honda Schwestermodell. Die Topversionen hießen Vitesse, angelehnt an den großen Acht-Zylinder Rover oder Vanden Plas, die in Deutschland allerdings nicht erhältlich waren. Die sportliche Version (Vitesse) und die Luxus-Version (Vanden Plas) mit Holz und Leder brachten dem Auto dann auch schnell den Respekt der Kundschaft und einen Ruf als einem würdigeren englischen Gegner der BMW-3er-Reihe ein. 
Die Ablösung des großen Rover SD1 mit Einführung des Rover 800 im Herbst 1986 brachte der 200er-Serie im Frühjahr 1987 ein kleines Facelift mit Anleihen beim neuen Rover 800. 

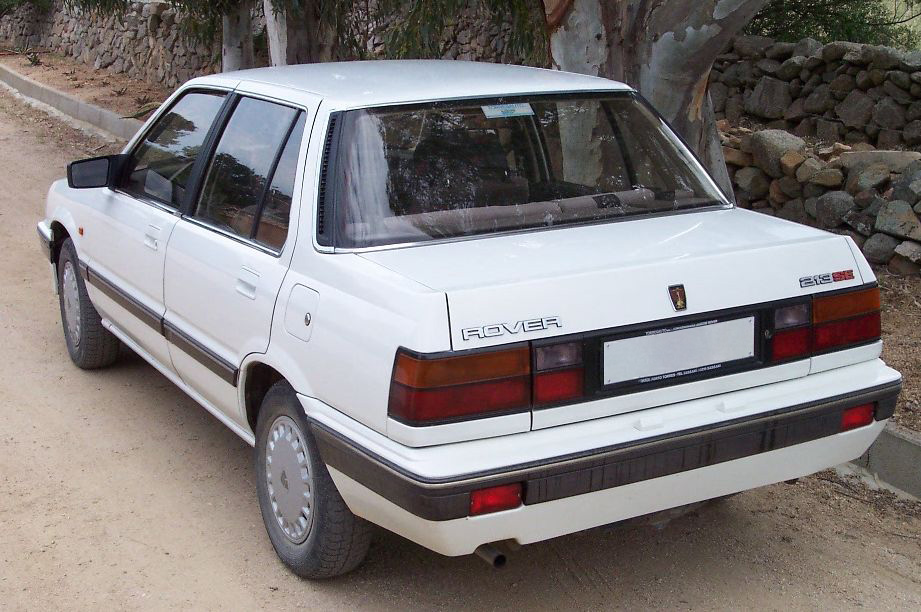
Heckansicht
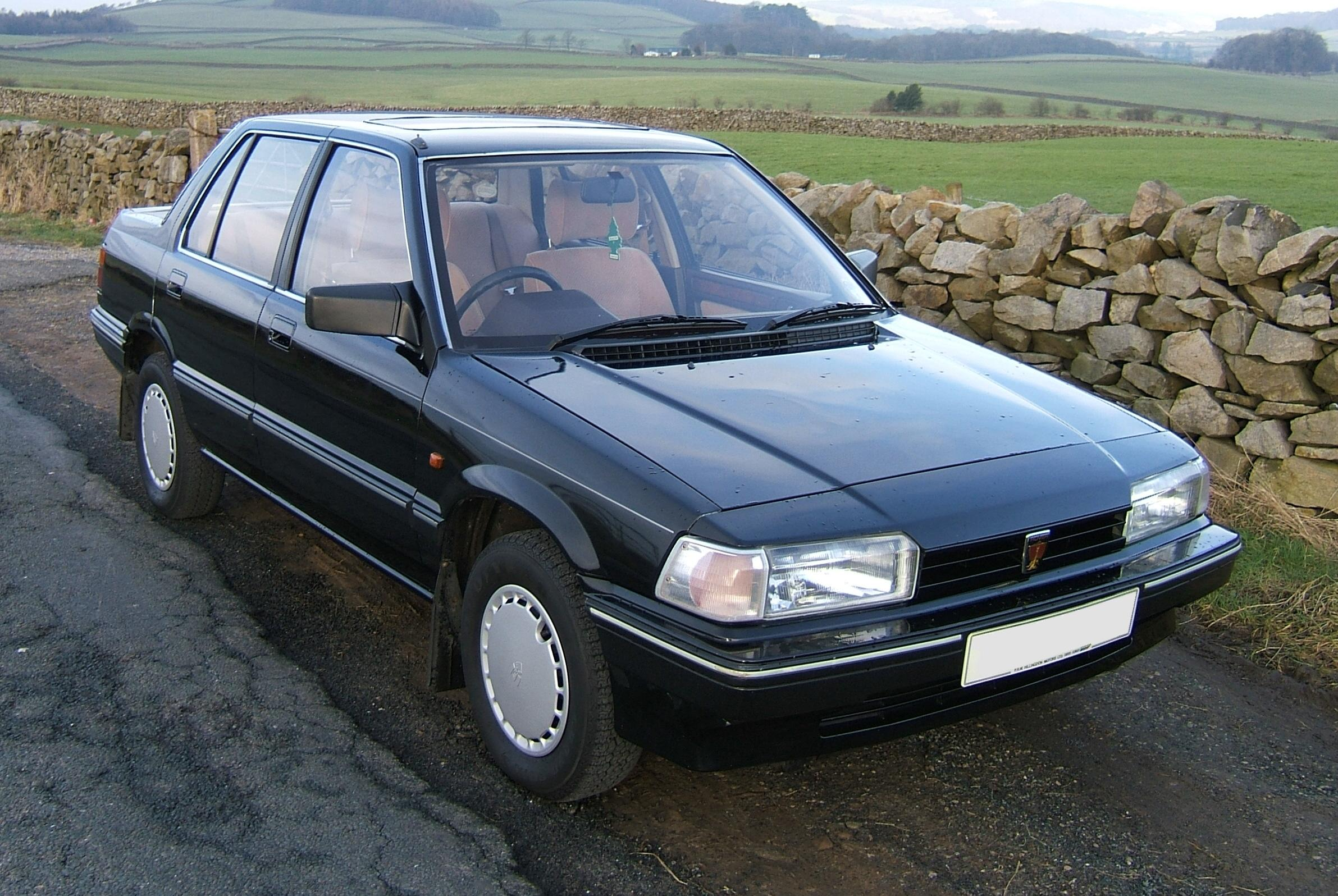
Rover 213 SE (1987–1989)

Nach jährlich steigenden Verkaufszahlen wurde die Modellreihe im Herbst 1989 (auf dem Höhepunkt ihrer Bauzeit) durch die auf dem Honda Concerto basierende zweite 200er-Serie abgelöst.
Der Nachfolger des Triumph Acclaim hatte sich erfolgreich ca. 300.000 Mal verkauft und Rover damit den Weg in ein neues Segment bereitet. Sein Nachfolger sollte diesen Erfolg noch einmal um ein Vielfaches übertreffen.

### Technische Daten
|                                             | 213 213 S 213 SE              | 216 S 216 SE          | 216 Vanden Plas EFi 216 Vitesse |
| Motorkenndaten                              |                               |                       |                                 |
| Motortyp                                    | R4-Ottomotor                  | R4-Ottomotor          | R4-Ottomotor                    |
| Anzahl Ventile pro Zylinder                 | 3                             | 2                     | 2                               |
| Ventilsteuerung                             | OHC, Zahnriemen               | OHC, Zahnriemen       | OHC, Zahnriemen                 |
| Gemischaufbereitung                         | Vergaser                      | Vergaser              | Saugrohreinspritzung            |
| Motoraufladung                              | –                             | –                     | –                               |
| Kühlung                                     | Wasserkühlung                 | Wasserkühlung         | Wasserkühlung                   |
| Bohrung × Hub                               | 74,0 mm × 78,0 mm             | 76,2 mm × 87,3 mm     | 76,2 mm × 87,3 mm               |
| Hubraum                                     | 1342 cm³                      | 1598 cm³              | 1598 cm³                        |
| Verdichtungsverhältnis                      | 8,7:1                         | 9,3:1                 | 9,3:1                           |
| max. Leistung bei min−1                     | 52 kW (71 PS) /6000           | 63 kW (85 PS) /5600   | 77 kW (105 PS) /6000            |
| max. Drehmoment bei min−1                   | 102 Nm /3500                  | 131 Nm /3500          | 138 Nm /3500                    |
| Kraftübertragung                            |                               |                       |                                 |
| Antrieb                                     | Vorderradantrieb              | Vorderradantrieb      | Vorderradantrieb                |
| Getriebe, serienmäßig                       | 5-Gang-Schaltgetriebe         | 5-Gang-Schaltgetriebe | 5-Gang-Schaltgetriebe           |
| Getriebe, optional                          | 3-Stufen- Automatik- getriebe | –                     | 4-Stufen- Automatik- getriebe   |
| Messwerte                                   |                               |                       |                                 |
| Höchstgeschwindigkeit                       | 154 km/h                      | 164 km/h              | 174–180 km/h                    |
| Beschleunigung, 0–100 km/h                  | 11,7 s                        | 10,1 s                | 9,2–9,4 s                       |
| Kraftstoffverbrauch auf 100 km (kombiniert) | 6,7 l N                       | 6,9 l S               | 6,7–7,1 l S                     |

## 200er (Typ XW, 1989–1999)
Der Rover 200 (und auch 400) des Typs XW wurde von Herbst 1989 bis Sommer 1995 als drei- oder fünftürige Fließhecklimousine, Kombi, Coupé und Cabriolet gebaut, letztere bis Ende 1999. 
Der Unterschied zwischen den 400er und den 200er-Modellen liegt in der Karosserie. Der Rover 400 ist eine Stufenhecklimousine, die von Rover aus dem 200er entwickelt wurde und zu der bei Honda kein direktes Gegenstück existierte. Der Civic mit Stufenheck war ein ganz anderes Fahrzeug.
Die Motoren kamen zu Beginn der Produktion von Honda und leisteten 66/82 kW (mit Einfachnockenwelle) bzw. 90 kW (mit zwei Nockenwellen) im Rover 216 GSI/GTi. 
Diese 200er-Reihe war großteils baugleich mit dem Honda Concerto in fünftüriger Form. Der Concerto für die europäischen Märkte war auf dem gleichen Band im Austin Rover Werk Longbridge in Birmingham gebaut. Rover entwickelte im Gegensatz zu Honda aus dem Grundmodell eine ganze Modellfamilie (ähnlich wie Opel beispielsweise beim Astra). Als Rover-Exklusiv-Modelle gab es einen Dreitürer als Rover 216 GTI bzw. 220 GSI.
Für die Cabrio-Modelle 214 und 216, die Ende 1991 erschienen und über den Produktionsschluss des XW hinaus parallel zum Nachfolger RF bis Ende 1999 gebaut wurden (mit dessen neuem Armaturenbrett und den K-Serien-Motoren), gab es ebenfalls kein vergleichbares Pendant bei Honda. Der 216 hatte ein elektrisches Verdeck und konnte mit Leder bestellt werden.
Für den deutschen Markt offerierte Rover den 216 auch als "Special Edition", ein pro Jahr auf 200 bis 300 Stück limitiertes Sondermodell, das von 1993 bis Anfang 1996 im Programm war. Äußerlich gut zu erkennen an der klassischen Kombination aus British Racing Green, Verdeck und Volllederausstattung in Stonebeige. Hinzu kamen je nach Produktionsjahr sonst aufpreispflichtige Features z. B. Leichtmetallfelgen oder ABS. Die Version wurde offiziell als Rover 216 SE verkauft. Bei Sammlern ist besonders diese Version beliebt, kombiniert sie doch als einzige im deutschen Cabrio-Programm von Rover das typisch englische Flair mit dem robusten 90 kW Honda-Motor. 
Ebenfalls einzigartig war das im Sommer 1992 präsentierte Rover 200er Coupé, das gegen Vauxhall bzw. Opel Calibra, Alfa Romeo GTV, VW Corrado und Fiat Coupé antrat. Die Versionen hießen 216 und 220, wobei letzterer auch als Turboversion erhältlich war. Das Besondere an dem Auto war das sogenannte „Targadach“, ein geteiltes Glasdach, das in zwei Hälften oder auch vollständig herausgenommen werden konnte.

## Bildergalerie

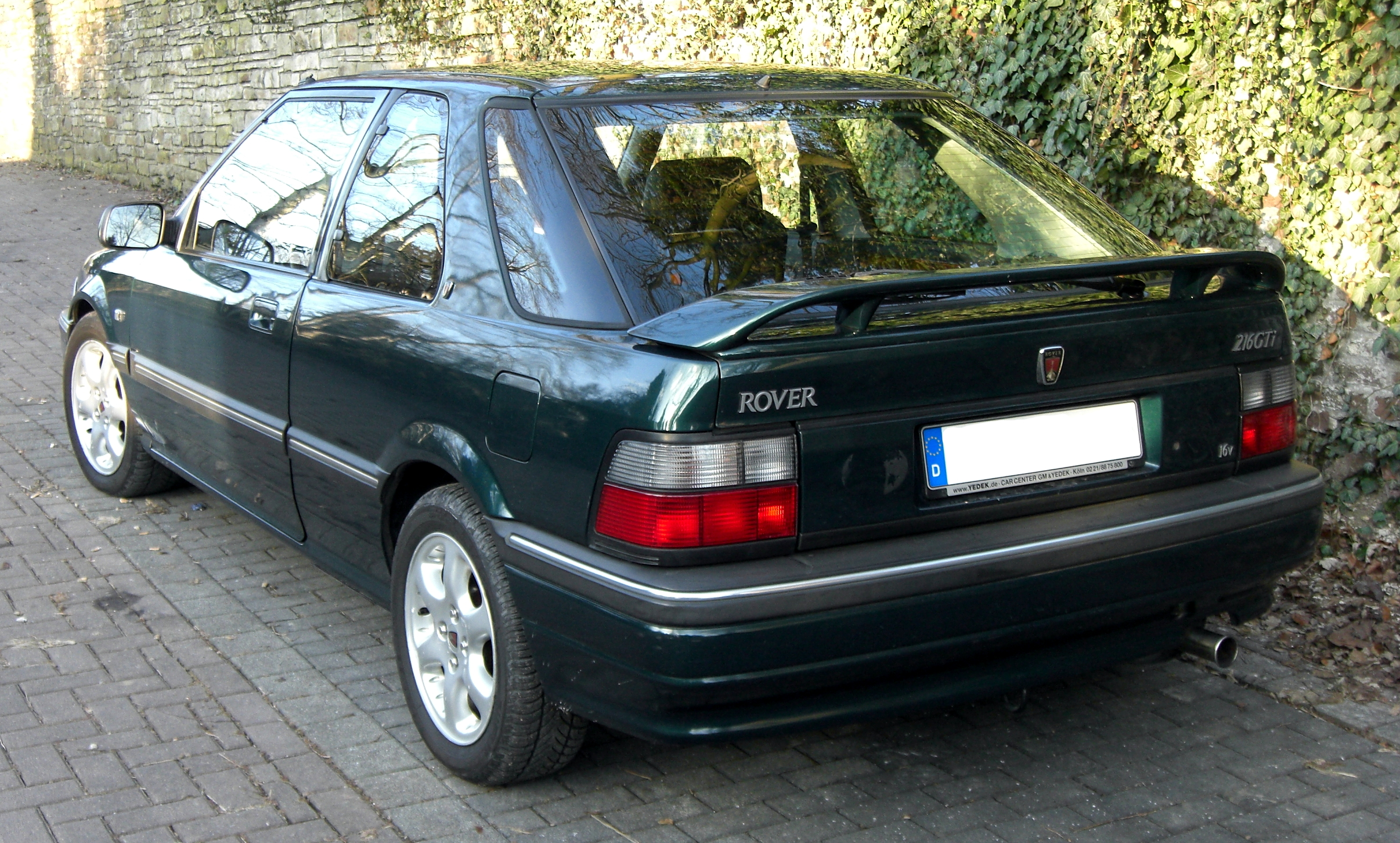
Rover 216 GTi Dreitürer (1990–1995)
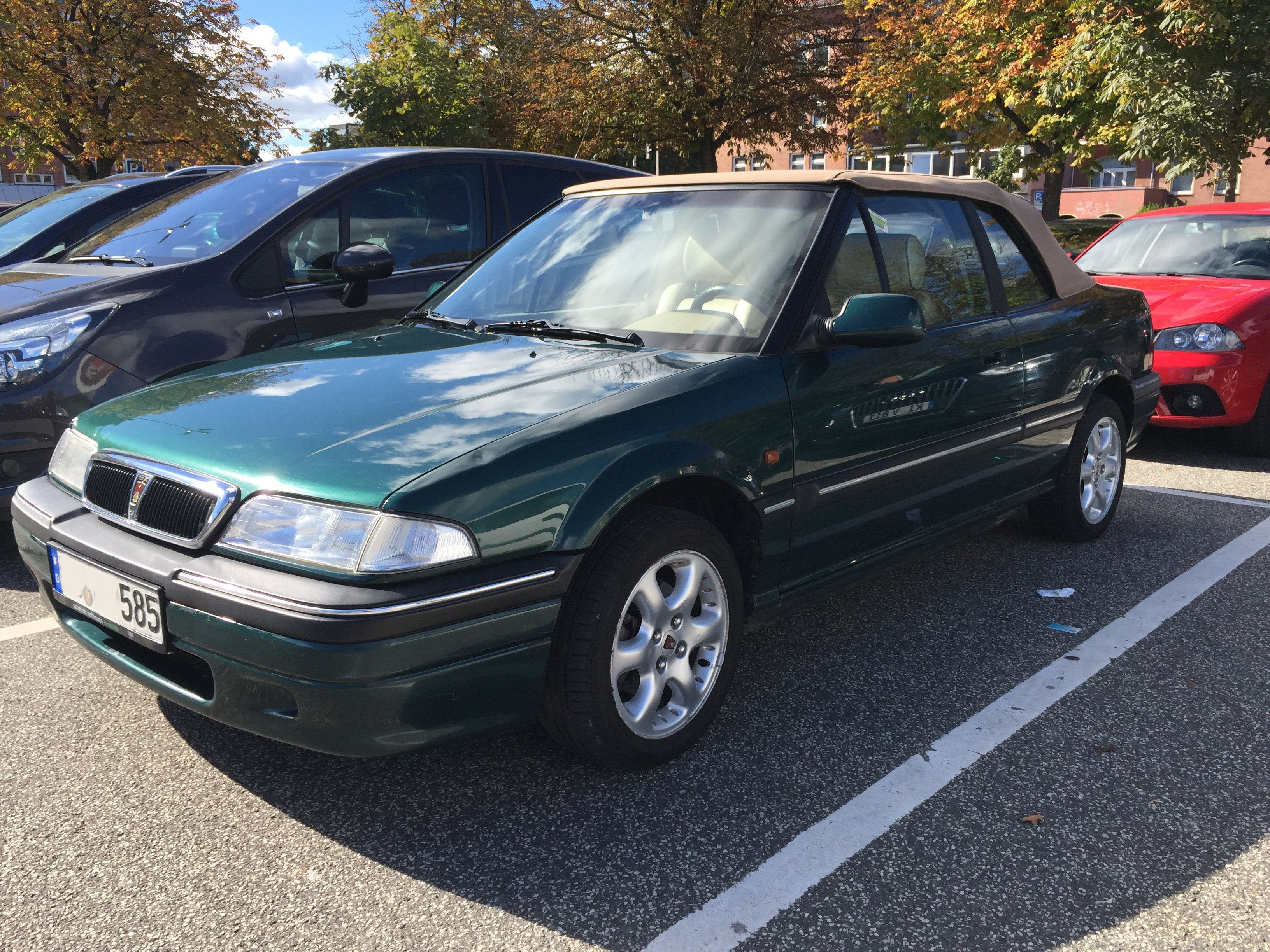
Rover 216 SE
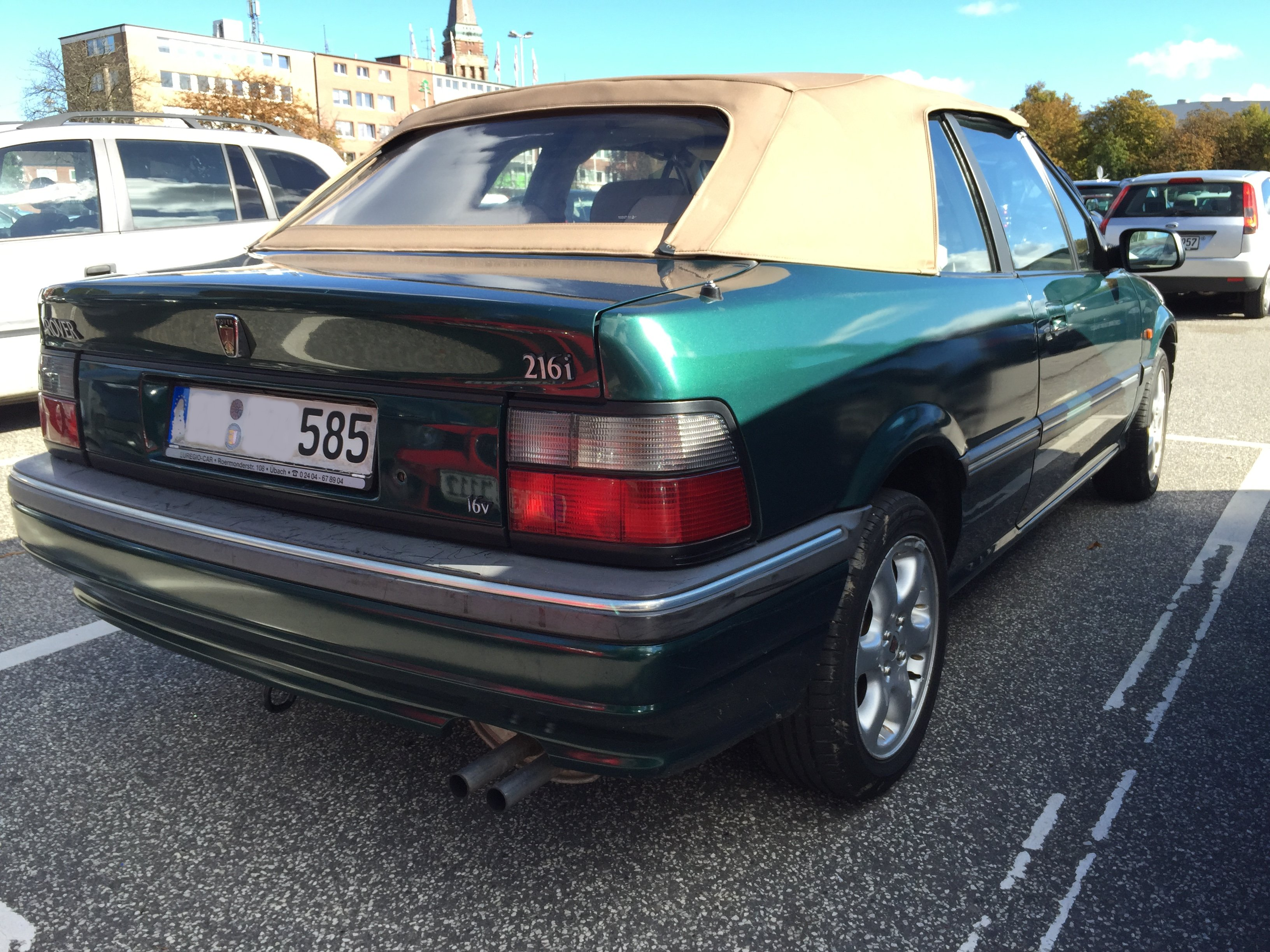
Rover 216 SE
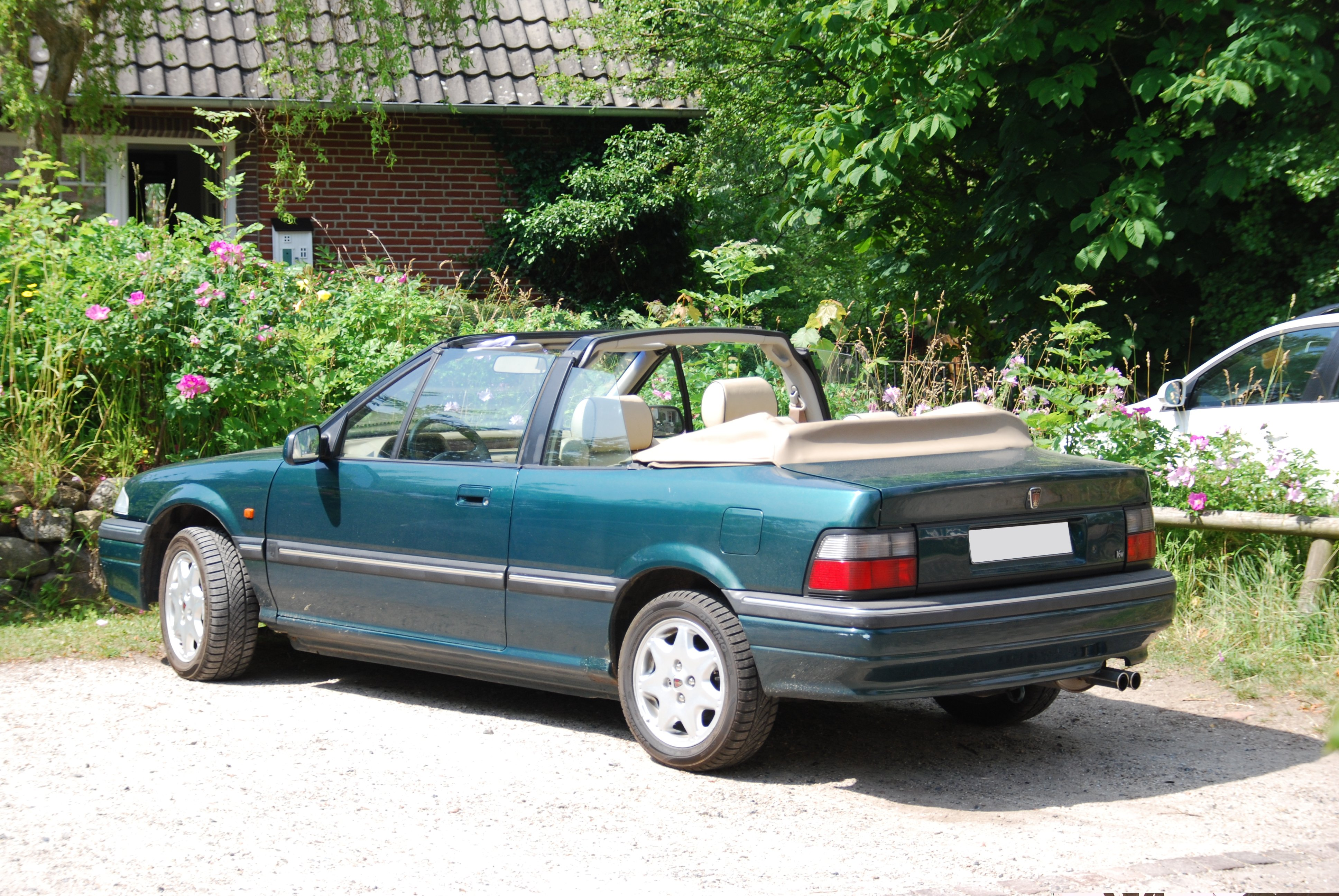
Rover 216 SE
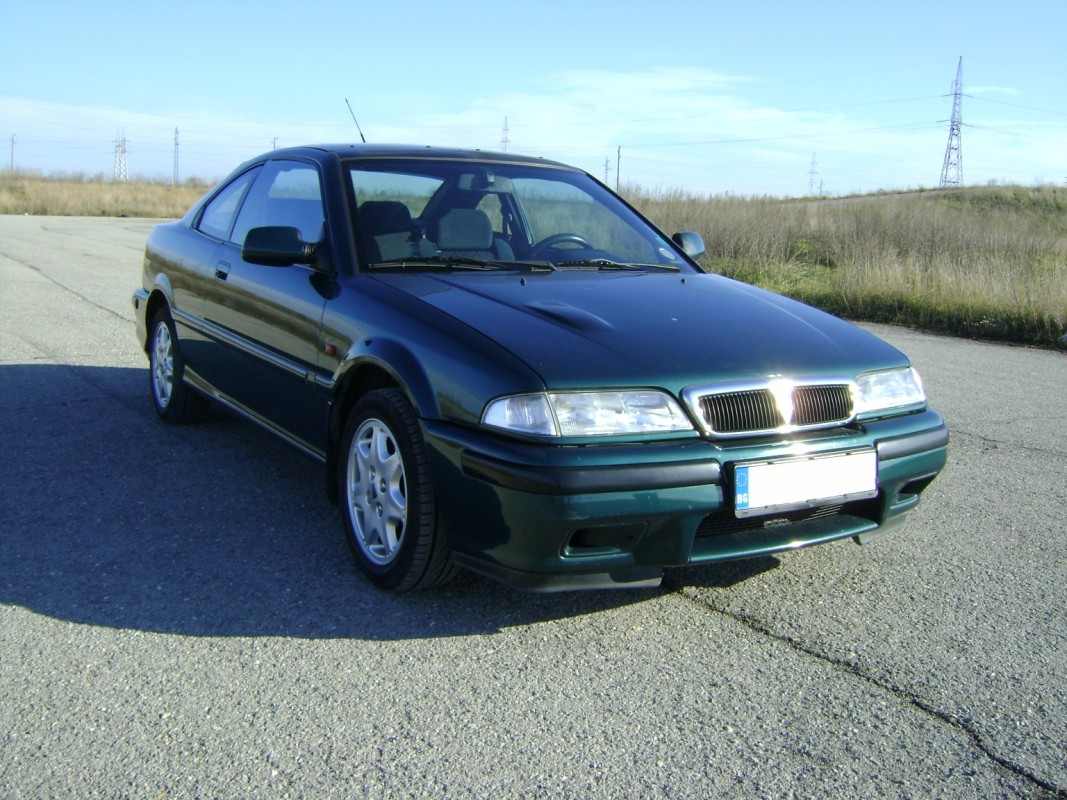
Rover 200 Coupé (1992–1999)

### Rover 400
Eine weitere Rover-Entwicklung war die viertürige Limousine, die als Rover 400 vermarktet eine eigene Baureihe begründen und als eigentlicher Nachfolger des ersten Rover 200 Stufenheck fungieren sollte.
Die letzte Besonderheit war der 400 Tourer, ein aus dem Baukastensystem – auf der gestreckten Bodengruppe der 400 Limousine – entwickelter Kombi, der eher als Edel-Transporter, denn wirklich als Lastenkombi geplant war. Im Vergleich mit dem damaligen 3er Touring von BMW sind Ähnlichkeiten auffällig, obwohl es keine Übereinstimmungen bei den Bauteilen gab. Da der Rover-Tourer erheblich preiswerter war als das BMW-Modell, ließ BMW als neuer Rover-Eigner (1994–2000) nach Übernahme die Produktion des Tourers bald auslaufen.

### Motoren
Bei den Motorisierungen konnte man auf ein weites Angebot von Benzinern von Honda wie auch von Rover zurückgreifen. Die Versionen in Deutschland umfassten 1,4-, 1,6-, 2,0-Liter-Maschinen. Nicht für deutsche Märkte standen der 1,1-Liter-Ottomotor für Südeuropa und der 1,9-Liter-Saugdieselmotor und 1,8-Liter-Turbodieselmotor von Peugeot zur Verfügung. 
Anfangs wurden Honda-Aggregate eingebaut, die unter BMW (1994–2000) gegen Motoren der K-Serie und T-Serie von Rover getauscht wurden. Das Leistungsspektrum umfasste 44 kW im 1,1-Liter-Motor (K-Serie) bis zu 147 kW (Turbo-Motor der T-Serie), dem gleichen Motor, der auch im Rover 620 Ti und im Rover 820 Turbo eingebaut wurde. 
In Großbritannien wurde der Turbo auch in die 400er Stufenheck-Limousine eingebaut. Die Autos standen auf dem englischen Heimatmarkt ebenfalls in Konkurrenz zur BMW 3er-Reihe, besonders in den Turboversionen. Während ihrer sechsjährigen Produktionszeit brachte es die gesamte XW-Modellreihe auf eine Million Einheiten. Somit war sie die mit Abstand erfolgreichste Rover-Serie aller Zeiten und hielt mit 20 % aller jemals gebauten Autos unter dem Namen Rover zwischen 1904 und dem Ende der Marke im Sommer 2005 den Produktionsrekord.

## 200er (Typ RF, 1995–1999)
Die dritte Generation der 200er-Serie (Typ RF) wurde von Herbst 1995 bis Ende 1999 hergestellt. Obwohl Ähnlichkeiten mit Honda-Modellen augenfällig erschienen, war die RF-Reihe eine Eigenkonstruktion von Rover. Allerdings wurden einige Komponenten wie z. B. die vordere Bremsanlage tatsächlich auch beim Honda Civic verbaut.

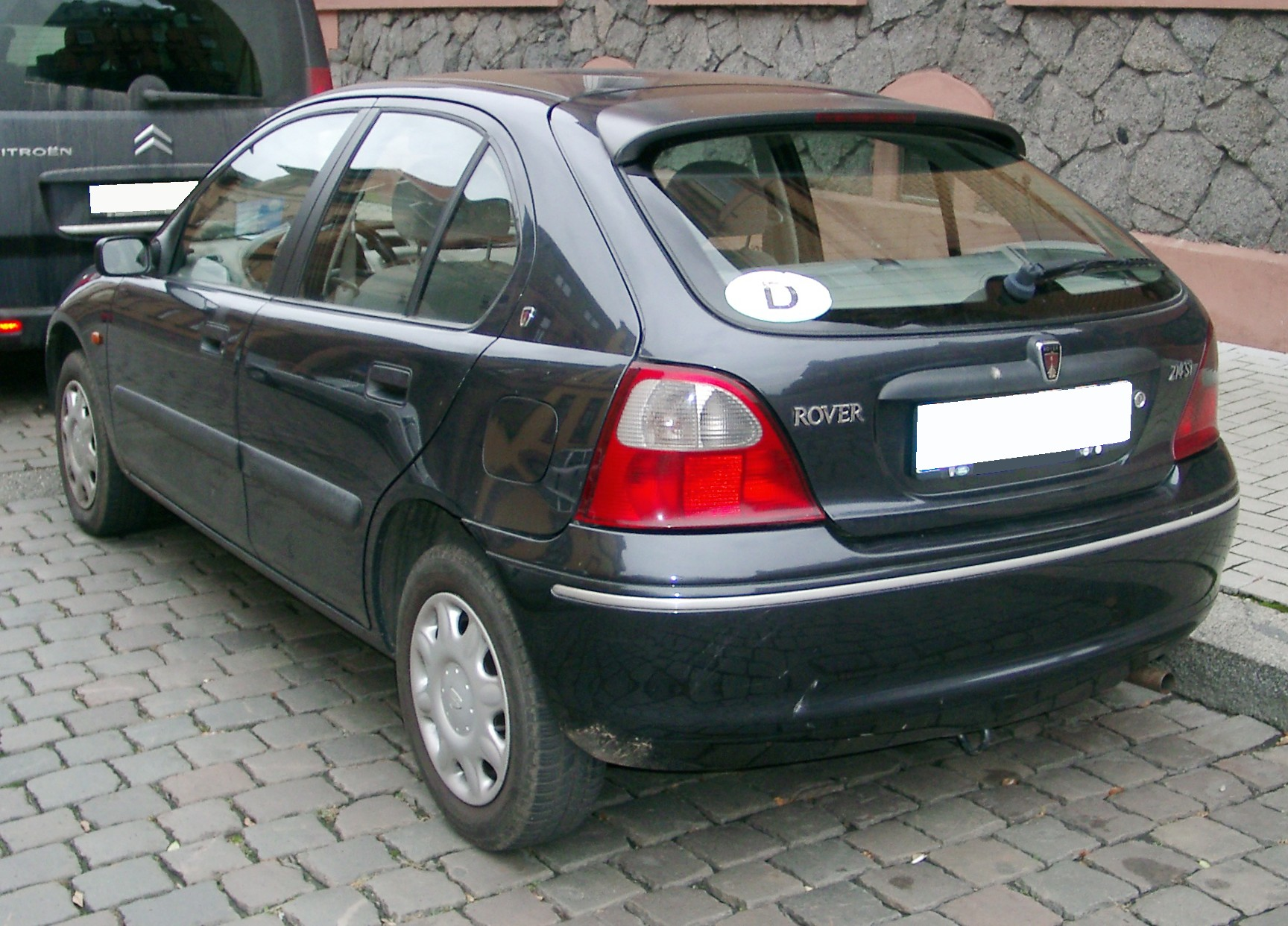
Heckansicht

Der RF ersetzte auch den Austin Maestro. Durch seine geringeren Außenmaße gehörte er in die Kleinwagen-Klasse, da der Mitte 1995 erneuerte Rover 400 die Kompaktklasse nun allein besetzte.
Die Motorenliste umfasste Ottomotoren in den Hubraumgrößen 1,4 l (55 kW und 76 kW), 1,6 l (83 kW), 1,8 l als 16-Ventil-Motor mit oder ohne VVC (mit 88 kW bzw. 108 kW), sowie einen 2,0-Liter-Turbodieselmotor – ab 1998 auch mit Ladeluftkühler und 77 kW.
Im europäischen Ausland wurde auch ein kleinerer Ottomotor mit 1,1 l Hubraum und 44 kW angeboten.
Modellbezeichnungen von 1995 bis 1998 (in Deutschland):
Otto:
- 214 i – 1,4 l 8V mit 55 kW/75 PS
- 214 Si – 1,4 l 16V mit 76 kW/103 PS
- 216 Si – 1,6 l 16V mit 82 kW/112 PS
- 218 Si – 1,8 l 16V mit 88 kW/120 PS
- 218 Si – 1,8 l 16V VVC mit 107 kW/145 PS
- 200 Vi – 1,8 l 16V VVC mit 107 kW/145 PS

Diesel:
- 220 D – 2,0 l mit 63 kW/86 PS
- 220 SD – 2,0 l mit 63 kW/86 PS
- 220 SDi – 2,0 l mit 77 kW/105 PS

Produktionsänderungen:
1995 – Produktionsbeginn des Rover 200 (Typ RF).
1997 – ABS und ZV mit Fernbedienung bei allen Modellen serienmäßig. Ab diesem Jahr wurde außerdem die ZV-Quittierung über die Warnblinker eingebaut.
1998 – Modellbezeichnung „Rover 200“ für alle Modelle vereinheitlicht.
1999 – An der Hinterachse wurden nun serienmäßig Scheibenbremsen statt der Trommelbremsanlage verbaut.

## 25 (Typ RF, 1999–2005)
Eine überarbeitete Version mit dem Namen Rover 25 wurde Ende 1999 vorgestellt. Diese Version hatte eine an den größeren Rover 75 angelehnte Front.
| Sterne im Euro-NCAP-Crashtest (2001) | 3 Sterne im Euro-NCAP-Crashtest |

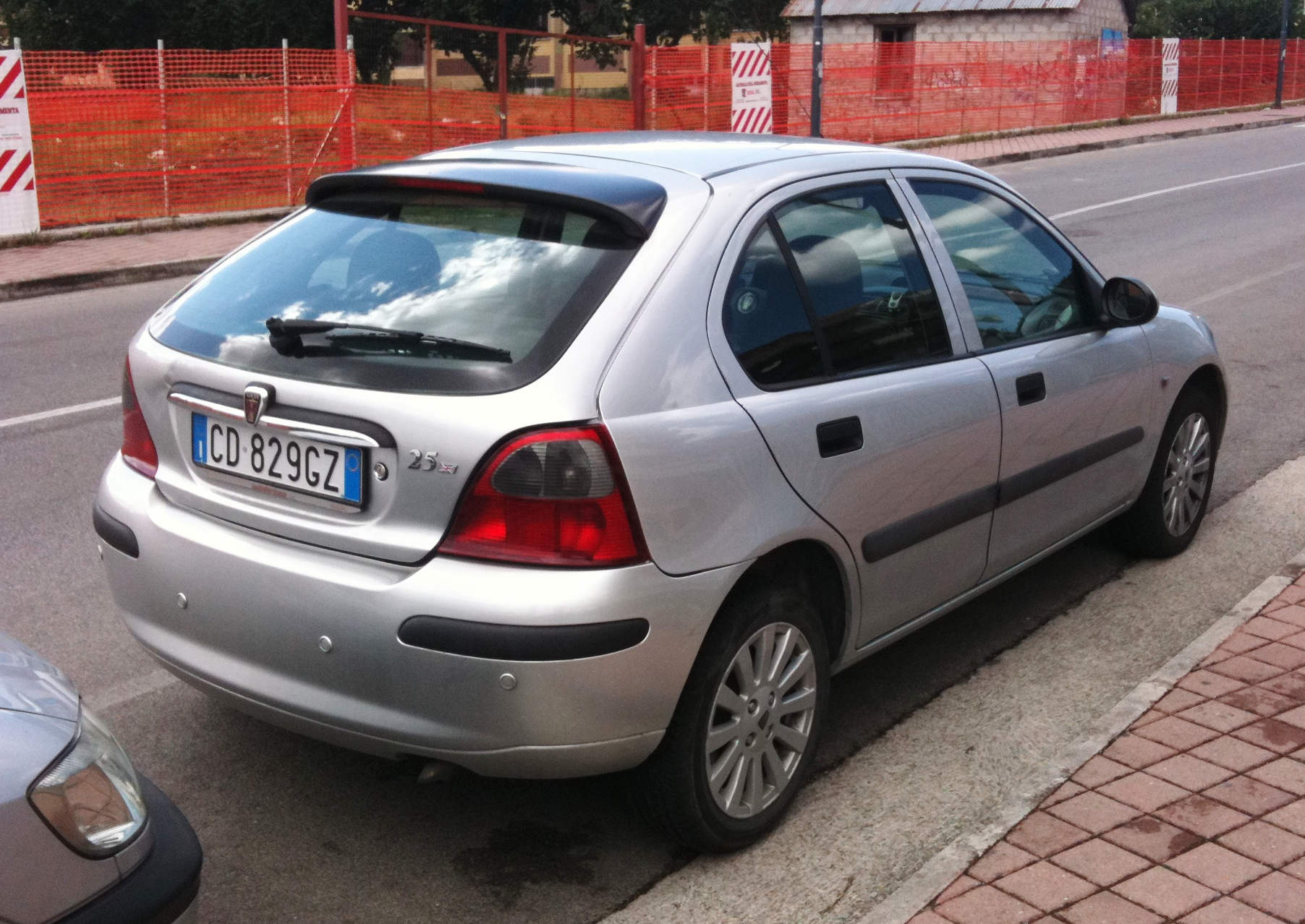
Heckansicht

Das Fahrgestell wurde verbessert, um ein sportlicheres Handling zu ermöglichen, wobei die Einstellungen vom 200 Vi übernommen wurden. Die Front war neu gestaltet worden, um die Familienähnlichkeit zu anderen Modellen (wie z. B. dem Rover 75) augenfälliger zu machen, dennoch war die Verwandtschaft mit der 200er-Serie deutlich erkennbar. Die Benzinmotoren wurden leicht überarbeitet. So wurde der kleine 1,4-Liter-8V-Motor mit 55 kW durch einen 1,4-Liter-16V-Motor mit 62 kW ersetzt. Der gleiche 1,4-Liter-Motor leistet mit einer größeren Drosselklappe 76 kW im Rover 25. Der 1,6-Liter-Motor, vormals mit 82 kW, wurde durch eine 80-kW-Variante ersetzt. Der 2,0-Liter-Dieselmotor vom Vorgänger wurde nun mit 74 kW (im europäischen Ausland auch mit 83 kW) angeboten.
Ab Ende 2000 gab es auch einen sparsamen 1,1-Liter-16V-Motor mit 55 kW im Rover 25, der gegenüber gleichartigen 1,2- und 1,3-Liter-Maschinen überdurchschnittlich gute Drehmomententwicklung hatte.
Die Modellbezeichnungen beim 25 erfolgten nicht wie in der 200er-Serie nach der Motorisierung. In Deutschland wurden die Modelle nach den Ausstattungslinien Basic, Classic, Charme, Celeste, Sport und Sport Plus differenziert.

### Motorenübersicht
Benziner:
- 1,1 Liter, 16V, Reihen-Vierzylinder mit 1119 cm³ Hubraum mit 55 kW (75 PS), 2000–2005
- 1,4 Liter, 16V, Reihen-Vierzylinder mit 1396 cm³ Hubraum mit 62 kW (84 PS), 1999–2005
- 1,4 Liter, 16V, Reihen-Vierzylinder mit 1396 cm³ Hubraum mit 76 kW (103 PS), 1999–2005
- 1,6 Liter, 16V, Reihen-Vierzylinder mit 1588 cm³ Hubraum mit 80 kW (109 PS), 1999–2005
- 1,8 Liter, 16V, Reihen-Vierzylinder mit 1796 cm³ Hubraum mit 86 kW (117 PS), 1999–2001
- 1,8 Liter, 16V, Reihen-Vierzylinder mit 1796 cm³ Hubraum mit 107 kW (145 PS), 1999–2001
- 1,8 Liter, 16V (MG ZR), Reihen-Vierzylinder mit 1796 cm³ Hubraum mit 118 kW (160 PS), 2001–2005

Diesel:
- 2,0 Liter, 8V, Reihen-Vierzylinder mit 1994 cm³ Hubraum mit 74 kW (101 PS), 2000–2005
- 2,0 Liter, 8V, Reihen-Vierzylinder mit 1994 cm³ Hubraum mit 83 kW (113 PS), 2003–2005

Ein Werbefilm über den Rover 25, der ein drehendes Rouletterad zeigt, wurde von „Mono“ (Life in Mono) vertont.
Weniger als ein Jahr nachdem der Rover 25 herausgekommen war, verkaufte BMW die Rover-Sparte an das Phoenix-Konsortium für die symbolische Summe von 10 £. Im Sommer 2001 führte die neu entstandene MG Rover Group eine sportliche Version des Rover 25 – den MG ZR 160 – ein. Das Styling innen und außen war überarbeitet worden, und er verfügte nun über ein sportlicheres Fahrwerk.
Die stärkste Motorisierung im Angebot war der 1,8-Liter-VVC-Motor mit 118 kW (160 PS), die dem Wagen eine Höchstgeschwindigkeit von eingetragenen 210 km/h verlieh. Ein Jahr später gab es den ZR auch als 1,4 l mit 76 kW (103 PS).

### Modellpflege

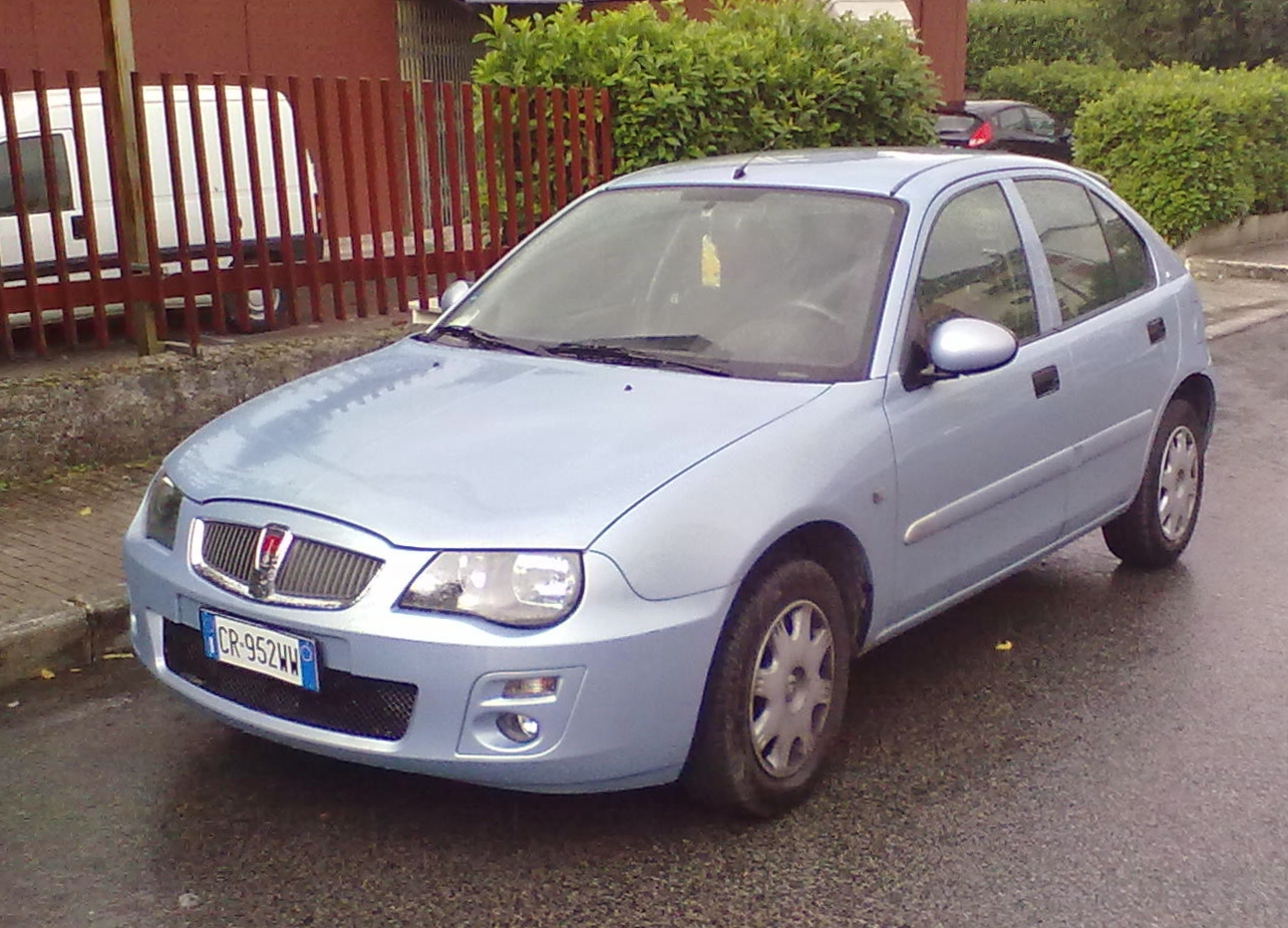
Rover 25 (2004–2005)

Anfang 2004 wurden die Modelle 25 und MG ZR außen und innen überarbeitet, so dass sie nun moderner und hochwertiger wirkten. Die meisten Änderungen aber gab es im Innenraum: ein völlig neues Design bei der Innenausstattung und der Instrumentierung.
Die Produktion beider Fahrzeuge wurde im Mai 2005 eingestellt, als die Firma Vergleich anmelden musste.
Die Pläne für den Rover 25 wurden im Frühjahr 2005 von der „Shanghai Automotive Industry Corporation“ (SAIC) gekauft, während der neue Eigner Nanjing die Werkzeuge für das Modell besitzt. Mittlerweile wurden die beiden staatseigenen Unternehmen SAIC und Nanjing fusioniert. In der Volksrepublik China trug der Rover 25 den Namen Roewe 250 in der Schrägheckversion, sowie Roewe 350 als Stufenheckvariante. Unter diesen Marktbezeichnungen wurde das Modell dort noch bis in das Jahr 2008 hinein für den lokalen Markt gebaut.

## Gesamtübersicht Motoren
Ottomotoren:
- 211: 1,1-Liter-Vierzylinder-8V mit 44 kW/60 PS (nicht in Deutschland)
- 213 S: 1,3-Liter-Vierzylinder-12V mit 52 kW/71 PS
- 214 i: 1,4-Liter-Vierzylinder-8V mit 55 kW/75 PS
- 214 Si: 1,4-Liter-Vierzylinder-16V mit 76 kW/103 PS
- 216 S: 1,6-Liter-Vierzylinder-8V mit 63 kW/85 PS
- 216 Vitesse: 1,6-Liter-Vierzylinder-8V mit 77 kW/105 PS
- 216 Si: 1,6-Liter-Vierzylinder-16V mit 82 kW/112 PS
- 216 GSi: 1,6-Liter-Vierzylinder-16V mit 82 kW/112 PS
- 216 GTi: 1,6-Liter-Vierzylinder-16V mit 90 kW/122 PS
- 218 Si: 1,8-Liter-Vierzylinder-16V mit 88 kW/120 PS
- 218 Si: 1,8-Liter-VVC-Vierzylinder-16V mit 107 kW/145 PS
- 200 Vi: 1,8-Liter-VVC-Vierzylinder-16V mit 107 kW/145 PS
- 220 GSi: 2,0-Liter-Vierzylinder-16V mit 100 kW/136 PS
- 220 Turbo: 2,0-Liter-Vierzylinder-16V mit 147 kW/200 PS
- 25: 1,1-Liter-Vierzylinder-16V mit 55 kW/75 PS (nicht in Deutschland)
- 25: 1,4-Liter-Vierzylinder-16V mit 62 kW/84 PS
- 25: 1,4-Liter-Vierzylinder-16V mit 76 kW/103 PS
- 25: 1,6-Liter-Vierzylinder-16V mit 80 kW/109 PS
- 25: 1,8-Liter-Vierzylinder-16V mit 86 kW/117 PS
- 25: 1,8-Liter-Vierzylinder-16V mit VVC 107 kW/145 PS
- MG ZR 105: 1,4-Liter-Vierzylinder-16V mit 76 kW/103 PS
- MG ZR 120: 1,8-Liter-Vierzylinder-16V mit 86 kW/117 PS (nicht in Deutschland)
- MG ZR 160: 1,8-Liter-VVC-Vierzylinder-16V mit 118 kW/160 PS

Diesel:
- 218 D: 1,8-Liter-Vierzylinder-8V mit 65 kW/88 PS (von Peugeot)
- 220 D: 2,0-Liter-Vierzylinder-8V mit 63 kW/86 PS
- 220 SD: 2,0-Liter-Vierzylinder-8V mit 63 kW/86 PS
- 220 SDi: 2,0-Liter-Vierzylinder-8V mit 77 kW/105 PS
- 25 IDT: 2,0-Liter-Vierzylinder-8V mit 74 kW/101 PS
- 25 IDT: 2,0-Liter-Vierzylinder-8V mit 83 kW/113 PS (nicht in Deutschland)
- MG ZR 101: 2,0-Liter-Vierzylinder-8V mit 74 kW/101 PS
- MG ZR 115: 2,0-Liter-Vierzylinder-8V mit 83 kW/113 PS (nicht in Deutschland)